# Виноградский, Юрий Степанович
Юрий (Григорий) Степанович Виноградский (23 мая (4 июня) 1873 — 4 марта 1965) — украинский краевед, археолог и диалектолог.

## Биография
Родился 23 мая (4 июня) 1873 года в семье священника Покровской церкви села Сосница (ныне пгт в Черниговской области).
Учился в Сосницком приходском училище и в Черниговской классической гимназии, которую окончил в 1892 году с серебряной медалью. В гимназии учился вместе с Михаилом Могилянским.
Высшее образование получил на юридическом факультете Киевского университета, который окончил в 1896 году.
Служил в Варшаве, с 1915 года — в Чернигове. В Варшаве много работал в архивах, библиотеке и читальне; был избран членом Общества истории, филологии и права при Варшавском университете. В библиотеке Варшавского университета начал изучать материалы, относящиеся к истории и этнографии Черниговщины. В 1906 году написал свою первую научную работу на тему «К диалектике Задесенья», основанную на личных наблюдениях и занятиях (начатых ещё в 1889 году).
В 1919 году был председателем губернского комитета охраны памятников искусства и древностей, с 1920 года — организатор и первый директор Сосницкого краеведческого музея (филиал Черниговского исторического музея). Высшей Квалификационной Комиссией УССР был зарегистрирован как научный работник, проводящий самостоятельные научные исследования.
Работа в музее в качестве научного работника во время немецкой оккупации сыграла положительную роль в деле сохранения этого государственного учреждения и его ценностей, что было отмечено государством: он был награждён медалью «За доблестный труд во время Великой Отечественной войны».

## Научная деятельность
Исследовал диалекты и топонимию Черниговщины («До діалектології Задесення. Говірка м. Сосниці та деякі відомості про говірки сусідніх районів», 1928; «Назви міст, сіл та річок Чернігівщини», 1957).
Краеведческие труды Ю. С. Виноградского чрезвычайно разнообразны. Он успешно трудился и в истории и в археологии, в этнографии и в топонимике, диалектологии и природоведении.
Им было совершено практически сплошное обследование Среднего Придесенья; открыто свыше 50 стоянок первобытного человека, а также 10 древнеславянских городищ. На протяжении долгих лет Виноградский собирал сведения о местных кобзарях и лирниках, записывал фольклорные произведения. Им был написан ряд статей о местном говоре, о названиях городов, сёл и рек Черниговщины. Виноградский составил детальную историю Сосницы и её окрестностей, от древнейших времён до начала XIX века. Наполненные фактами и интересными наблюдениями статьи Виноградского, печатавшиеся в различных изданиях Академии наук Украины,
сохраняют и до сих пор своё научное и познавательное значение, а неопубликованные рукописи (12 рукописей в оригиналах находятся в архиве Черниговского Исторического музея) — до сих пор ждут исследователей и издателей; в первую очередь это касается составленного им топонимического словаря Черниговщины.
Умер 4 марта 1965 года в Соснице.